# سیارک ۴۰۳۶
سیارک ۴۰۳۶ (به انگلیسی: 4036 Whitehouse، نامگذاری:1987DW5) چهار هزار و سی و ششمین سیارک کشف شده‌است که در ۲۱ فوریه ۱۹۸۷ کشف شد.
قدر مطلق سیارک برابر ۴۰.۱ است.